# Sialomorpha dominicana
Sialomorpha dominicana (лат.) — ископаемый вид беспозвоночных неясного систематического положения.
Доминиканский янтарь (остров Гаити, Доминиканская Республика).

## Описание
Микроскопическое беспозвоночное, длина около 100 мкм (от 100 до 120 мкм) ширина тела от 60 до 75 мкм. Внешне похож на тихоходку или клеща. Как и у тихоходок у Sialomorpha dominicana восемь ног, но на них нет когтей, а во рту отсутствуют стилеты. В головной капсуле видны втянутые внутрь мандибулы. Предположительно, эти микроскопические беспозвоночные питались грибами или другими мелкими беспозвоночными.
Несколько экземпляров Sialomorpha dominicana из типовой серии обнаружены в куске доминиканского янтаря размером 12×8×3 между гифами грибницы и рядом с ложноскорпионом. Возраст доминиканского янтаря окончательно не установлен и разными методами и авторами определяется от 15 до 45 млн лет (миоцен — эоцен).

## Классификация
Впервые описан в 2019 году американскими исследователями Джорджем Пойнаром (Университета штата Орегон, США) и Дайан Нельсон (Университета Теннесси) по материалам из доминиканского янтаря (остров Гаити, Доминиканская Республика). Выделен в отдельные род и семейство (Sialomorphidae) и, предположительно, в новый тип беспозвоночных животных.

## Этимология
Родовое название Sialomorpha происходит от греческих слов «sialos» («толстая свинья») и «morphe» («форма»), а видовое S. dominicana — от названия места обнаружения (Доминикана, или Доминиканская Республика).